# Airut:aamujen
Airut:aamujen is het vierde album van de Finse progressieve folk band Tenhi, en het tweede deel uit de Airut-saga. Het album was oorspronkelijk uitgebracht op het eigen label van de band, UTUstudio, under de naam Harmaa. In oktober 2006 is het album opnieuw uitgebracht door het Duitse label Prophecy Productions.
Airut:Aamujen (De aankondiger der ochtenden, in het Fins) verschilt van andere Tenhi albums door het vrijwel exclusieve gebruik van enkel piano, drums en bas (de akoestische gitaar en de synthesizer maken slechts korte verschijningen en worden niet genoemd in de credits). De band heeft verkondigt dan het nummber Kielo' op Tenhi's ep Airut:Ciwi (het eerste deel uit het saga) de basis was voor de toon en stijl van Airut:Aamujen.

## Inhoud
1. "Saapuminen | Emerging" - 2:24
2. "Seitsensarvi | Grey Shine of June" - 4:35
3. "Lävitseni kaikkeen | Thru Me and into Everything" - 5:44
4. "Luopumisen laulu | Eloign" - 5:39
5. "Kuvajainen | Apparition" - 7:01
6. "Oikea sointi | Lay Down a Tune" - 4:11
7. "Kahluu | Fury Revived" - 8:18
8. "Hiensynty | Burning" - 7:34
9. "Läheltä | A Brief Passing Moment" - 6:49

De nummers worden gezongen in het Fins, maar elk lied heeft een Engelse versie in het boekje, deze versies zijn geen letterlijke vertalingen.

## Bezetting
- Ilmari Issakainen - piano, drums en bas (waarschijnlijk ook de akoestische gitaar en synthesizer)
- Tyko Saarikko - zang
- Janina Lehto - tweede stem
- Tuukka Tolvanen - tweede stem

Compositie, lyriek, zetting, grafische vormgeving, opname, productie en mixing zijn toegeschreven aan de band.